# Colonia Veintitrés de Mayo
Colonia Veintitrés de Mayo är en ort i Mexiko.   Den ligger i kommunen San Julián och delstaten Jalisco, i den centrala delen av landet, 400 km nordväst om huvudstaden Mexico City. Colonia Veintitrés de Mayo ligger 2 065 meter över havet och antalet invånare är 1 579.
Terrängen runt Colonia Veintitrés de Mayo är platt österut, men västerut är den kuperad. Terrängen runt Colonia Veintitrés de Mayo sluttar norrut. Runt Colonia Veintitrés de Mayo är det ganska glesbefolkat, med 45 invånare per kvadratkilometer. Närmaste större samhälle är San Julián, 1,9 km öster om Colonia Veintitrés de Mayo. I omgivningarna runt Colonia Veintitrés de Mayo växer huvudsakligen savannskog.